# Michail Ťurin
Michail Vladislavovič Ťurin (rusky Михаил Владиславович Тюрин; * 2. března 1960 Kolomna) je od dubna 1994 ruský kosmonaut, člen oddílu kosmonautů RKK Eněrgija. V letech 2001 a 2006/2007 absolvoval dva půlroční kosmické lety na Mezinárodní vesmírnou stanici (ISS) o celkové délce 344 dní. Potřetí se na ISS vydal na půlroční misi v listopadu 2013 jako člen Expedice 38/39.

## Život

### Mládí
Michail Ťurin pochází z Kolomny v Moskevské oblasti, narodil se v dělnické rodině, je ruské národnosti. Roku 1984 absolvoval Moskevský letecký institut, obor produkce letadel. Poté nastoupil v RKK Eněrgija, zde se zabýval problematikou řízení kosmických lodí Sojuz.

### Kosmonaut
Začátkem devadesátých let se přihlásil k kosmonautickému výcviku, prošel lékařskými prohlídkami a 16. června 1992 získal souhlas Hlavní lékařské komise k přípravě. Rozhodnutím Státní meziresortní komise byl 1. dubna 1994 vybrán do oddílu kosmonautů RKK Eněrgija, formálně zařazen v Eněrgiji na pozici kandidáta na kosmonauta byl 16. června 1994. Absolvoval dvouletou všeobecnou kosmickou přípravu v Středisku přípravy kosmonautů J. A. Gagarina a 25. dubna 1996 získal kvalifikaci zkušební kosmonaut.
Od května 1996 byl zařazen mezi kosmonauty připravující se na lety na Mir. V červenci 1997 přešel do skupiny určené pro lety na ISS a byl určen palubním inženýrem záložní posádky Expedice 1 a hlavní posádky Expedice 3, společně s Jurijem Onufrijenkem (od října 1997 Vladimirem Děžurovem a Kennethem Bowersoxem, od září 1999 byl velitelem Expedice 3 Frank Culbertson).
Do vesmíru odstartoval 10. srpna 2001 na palubě raketoplánu Discovery letu STS-105. Na stanici ISS vystřídal s Culbertsonem a Děžurovem Expedici 2 a setrval na ní následující čtyři měsíce. V průběhu letu uskutečnil tři výstupy do otevřeného vesmíru o celkové délce 13 hodin 35 minut. Členové Expedice 3 se vrátili na Zem 17. prosince 2001 v raketoplánu Endeavour (let STS-108).
Od prosince 2003 do dubna 2005 se připravoval ve funkci velitele záložní posádky Expedice 11 s Donaldem Pettitem (od ledna 2004 nahrazeným Danielem Tani). V srpnu 2005 nahradil nemocného Alexandra Lazutkina v záložní posádce Expedice 12 a hlavní posádce Expedice 14.
Ke svému druhému letu vzlétl 18. září 2006 v Sojuzu TMA-9 (velitel lodi) s Michaelem Lopez-Alegriou (palubní inženýr) a vesmírnou turistkou Anuší Ansariovou. Členové Expedice 14 – velitel Lopez-Alegria a palubní inženýr Ťurin převzali stanici od Expedice 13, jejíž dva členové (Pavel Vinogradov a Jeffrey Williams) s Ansariovou po týdnu přistáli se Sojuzem TMA-8, přičemž zbývající člen Expedice 13 Thomas Reiter přešel do nové posádky. V prosinci 2006 raketoplán Discovery přivezl Sunitu Williamsovou, která nahradila Reitera. Během letu Ťurin dvakrát vystoupil do vesmíru, dohromady na 11 hodin 56 minut. V dubnu 2007 Lopez-Alegria s Ťurinem předali stanici následníkům z Expedice 15 a 21. dubna přistáli na Zemi.
Začátkem roku 2011 byl zařazen do posádky Expedice 38/39 s plánovaným startem v listopadu 2013.
V souvislosti s rozhodnutím Roskosmosu o shromáždění ruských kosmonautů v jednom oddílu odešel ze společnosti RKK Eněrgija a od 26. února 2011 je kosmonautem Střediska přípravy kosmonautů.
K ISS odstartoval 7. listopadu 2013 ve funkci velitele lodi Sojuz TMA-11M, společně s Američanem Richardem Mastracchio a Japoncem Kóiči Wakatou, po šestihodinovém letu se Sojuz se spojil se stanicí. Na ISS pracoval jako palubní inženýr osmatřicáté a (od března 2014) devětatřicáté Expedice. Dne 14. května 2014 se celá posádka vrátila v pořádku na Zem.
V lednu 2016 přešel na místo zástupce velitele oddílu kosmonautů (pro přípravu kosmonautů), přičemž zároveň přestal být aktivním kosmonautem. Roku 2019 Roskosmos informoval, že zůstal členem oddílu i jako neaktivní kosmonaut, a sice na pozici takzvaného kosmonauta-manažera.
Michail Ťurin je ženatý, má dceru.

## Tituly, řády a vyznamenání
- Hrdina Ruské federace (12. dubna 2003),[2]
- Letec-kosmonaut Ruské federace (12. dubna 2003),[2]
- Řád Za zásluhy o vlast IV. třídy (23. října 2008),[2]
- Medaile Za zásluhy v osvojení vesmíru (12. dubna 2011),[2]
- Řád Za zásluhy o vlast III. třídy (26. srpna 2016).[2]